# Сюрпризам нет конца
«Сюрпризам нет конца» (англ. No End of Surprises, иер. трад. 拍案驚奇, упр. 拍案惊奇, кант.-рус.: Пхак нгонь кэн кэй)  — гонконгский художественный фильм, снятый Чжу Му по сценарию Сы Макэ, выпущенный в 1975 году.

## Сюжет
В фильме содержатся три несвязанные истории. Первая рассказывает о китайской игре маджонг, и об увлечении им гонконгских жителей. В ней также содержатся две другие истории. Из которых одна повествует о трудностях игры в маджонг во время японской оккупации, а вторая рассказывает о том, как были изобретены карты-фишки маджонга. Во второй истории, представляющей собой мистическую драму, развертывающуюся в формате обратного кадра, у Джеки Чана есть небольшая роль убийцы женщин. Последняя история касается сценариста и режиссёра, у которых те же имена, что и у создателей фильма. В этой истории также есть и другая история, и они обе показывают создание фильма, которое является пародией на фильмы-клоны Брюса Ли в 1970-х годах.

## В ролях
| Актёр        | Роль            |
| ------------ | --------------- |
| Тянь Ни      | Пан Чао-Ин      |
| Сиу Ямъям    | У Чи            |
| Чён Ин       | Сыма Кэ         |
| Хо Саусёнь   | Чэнь Уляо       |
| Джеки Чан    | секретарь Чэнь  |
| Лау Тань     | Фэн             |
| Дин Сэк      | официант        |
| Ван Ханьчэнь | Лю Лаосань      |
| Кам Куоклён  | Ван У           |
| Мяо Тянь     | японский офицер |
| Кам Тай      | Ямамото         |
| Куань Чун    | Чэнь Тяньфэн    |